# Samuel J. Briskin
Samuel J. Briskin (Riga, 8 febbraio 1896 – Los Angeles, 14 novembre 1968) è stato un produttore cinematografico russo naturalizzato statunitense.

## Biografia
Fu un dirigente di spicco della CBC (Cohn-Brandt-Cohn) Film Sales Corporation, che nel 1924 sarebbe diventata la Columbia Pictures. Alla CBC Briskin iniziò la sua carriera da auditore, ma grazie alle sue abilità nel negoziare i contratti scalò rapidamente le posizioni di vertice della compagnia: al momento del cambio del nome in Columbia Pictures era già divenuto il numero due dopo il fondatore Harry Cohn. 
Briskin e Cohn, il primo a capo esclusivo della divisione riservata ai film di serie B, guidarono la Columbia attraverso gli anni che le diedero fama internazionale, dal primo grande successo Accadde una notte, a quello che è considerato il primo vero blockbuster della compagnia, Al Jolson, mentre venivano lanciate star del calibro di Glenn Ford, William Holden e Rita Hayworth. All'inizio degli anni 1950 la Columbia entrò anche nel campo della produzione televisiva con la divisione Screen Gems. 
Nel 1958, dopo la morte di Cohn, che segnava la fine di un'era per la Columbia, Briskin fu nominato dal Consiglio di Amministrazione responsabile unico della produzione. Dieci anni dopo morì a Los Angeles.
Briskin, insieme a Frank Capra, nel 1945 aveva anche fondato la sfortunata casa di produzione Liberty Films.

## Filmografia
- L'aratro e le stelle (The Plough and the Stars), regia di John Ford (1936)
- Musica per signora (Music for Madame), regia di John G. Blystone (1937)
- The Life of the Party, regia di William A. Seiter (1937)